# Gonypeta brunneri
Gonypeta brunneri är en bönsyrseart som beskrevs av Giglio-tos 1915. Gonypeta brunneri ingår i släktet Gonypeta och familjen Mantidae. Inga underarter finns listade i Catalogue of Life.